# Frauendorf (Gemeinde Groß Gerungs)

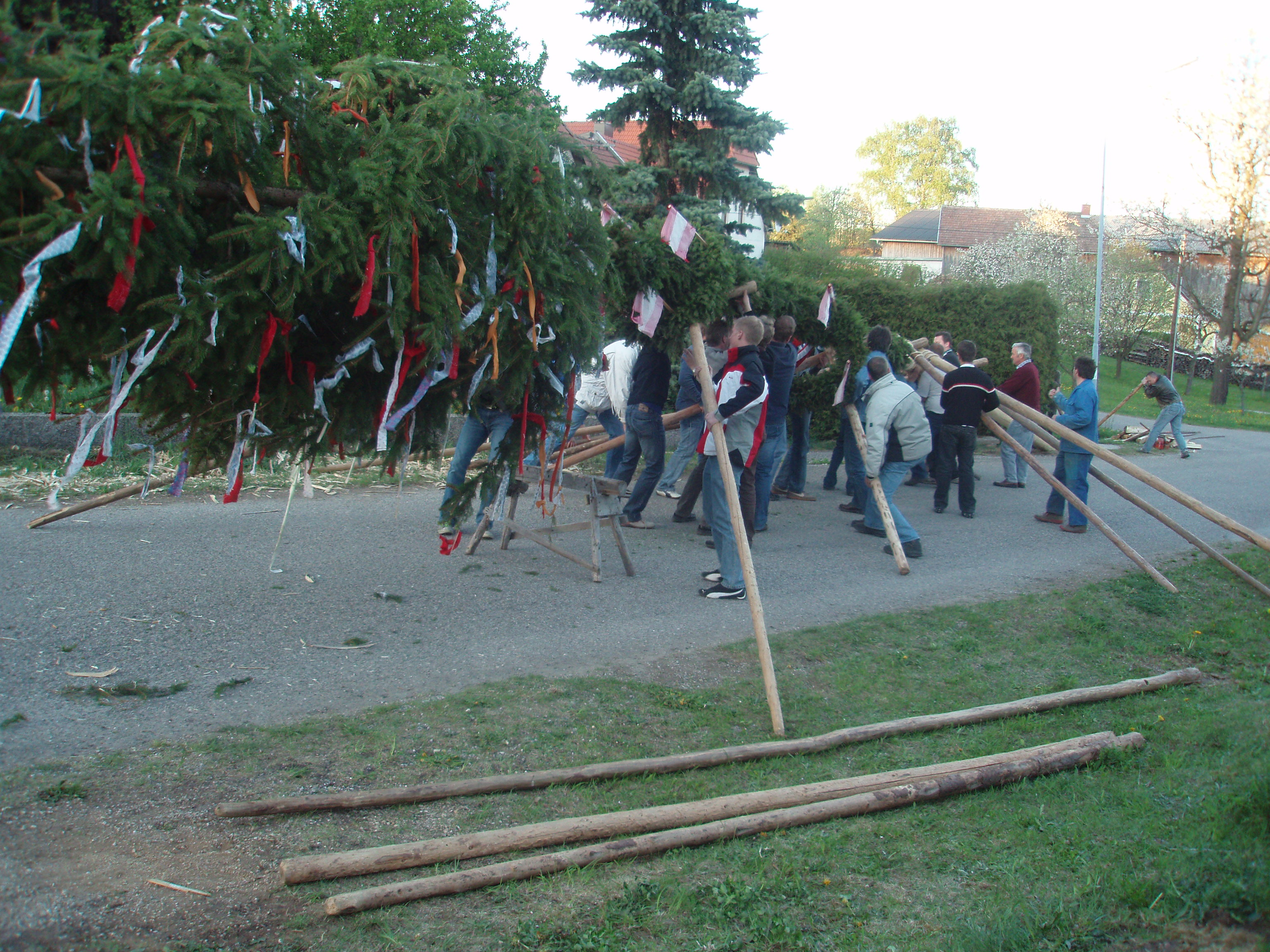
Dorfgemeinschaft beim Maibaum aufstellen

Frauendorf ist eine Katastralgemeinde in der  Stadtgemeinde Groß Gerungs in Niederösterreich im Waldviertel. Auf einer Fläche von 1,83 km² und einer durchschnittlichen Höhe von 700 m ü. A. leben 80 Einwohner (Stand 2024).

## Geografie
Der Ort kann über zwei Güterwege erreicht werden. Ein Güterweg führt zwischen Klein Gundholz und Groß Gerungs von der Bundesstraße 119 in das Dorf hinauf. Biegt man zwischen Groß Gerungs und Dietmanns von der Bundesstraße 38 auf die Landesstraße 7303 ab, findet man nach einigen Kilometern den zweiten Güterweg, der durch den Wald in den Ort führt. Ein beliebter Wanderweg ist der Forstweg der, entlang der Kleinen Zwettl, die zwei Güterwege verbindet. 

## Geschichte
Die Gemeinde wurde erstmals 1390 urkundlich erwähnt. 1934 wurde beinahe der ganze Ort durch eine riesige Brandkatastrophe vernichtet. Es wurden 14 Wirtschaftsgebäude, 6 Kleinhäuser und eine Kapelle zerstört. Es wurden nur zwei Häuser im Ort von den Flammen verschont (Eichinger und Schwarzinger). Die Löscharbeiten forderten 11 Verletzte. Laut Adressbuch von Österreich waren im Jahr 1938 in Frauendorf ein Maschinenhändler und zahlreiche Landwirte ansässig. Bis zur Eingemeindung nach Groß Gerungs war der Ort ein Teil der damaligen Gemeinde Hypolz.